# Estádio Deportivo Cali
O Estádio Deportivo Cali é um estádio localizado em Palmira, na Colômbia, é a casa do Deportivo Cali. Tem uma capacidade de 52000 espetadores.

## Construção
A construção iniciou-se em 4 de julho de 2002. Durante a construção foram encontrados restos mortais da era pré-colombiana, que foram colocados num museu anexo.